# مملكة الهلوسة (فلم)
مملكة الهلوسة هو فيلم دراما مصري من إخراج محمد عبد العزيز وبطولة محمود عبد العزيز، ماجدة الخطيب، حسين فهمي، سعيد صالح وآثار الحكيم، صدر الفيلم في 11 أبريل 1983.

## نبذة
تدور أحداث الفيلم حول المعلم قدوره (حسن عابدين) تاجر المخدرات الكبير بالإسكندرية، والذي يحاول الضابط كامل (محمود عبد العزيز) المكلف بمتابعة قضيته ضبطه متلبسًا بجريمته، ويحاول أن يجند الأخوين مرسي وحسنين (حسين فهمي وسعيد صالح) اللذين يعملان في الميناء في نقل البضائع لمساعدته في الإيقاع به، كما يستعين بفاطمة (ماجدة الخطيب) لرغبتها في الانتقام من المعلم قدوره لتورطه في مقتل أخيها.

## طاقم العمل
- محمود عبد العزيز بدور كامل
- ماجدة الخطيب بدور فاطمة
- حسين فهمي بدور مرسي
- سعيد صالح بدور حسنين
- آثار الحكيم بدور فوزية

## وصلات خارجية
- مقالات تستعمل روابط فنية بلا صلة مع ويكي بيانات